# Czas wrzeszczących staruszków
Czas wrzeszczących staruszków – książka publicystyczna Rafała Ziemkiewicza wydana w 2008 roku w Lublinie nakładem wydawnictwa „Fabryka Słów” pod marką „Drewniany Rower”. Autor analizuje przyczyny i skutki walki między PiS a PO, formułuje ocenę rządów Jarosława Kaczyńskiego i Donalda Tuska i postawy polskiej inteligencji wobec politycznych wydarzeń w Polsce lat 2005-2008.
Tytuł książki pochodzi od felietonu Czas wrzeszczących staruszków, opublikowanego przez Ziemkiewicza we wrześniu 2007 na jego blogu. Felieton dotyczył krytycznej wypowiedzi Václava Havla na temat polskiej polityki.
Według opisu wydawcy, książka jest efektem „sieroctwa po POPiS-ie” i stanowi obrachunek ze spadkiem po niedoszłej koalicji, której oczekiwać miała połowa Polaków.
W opinii recenzenta „Dziennika Polskiego”, Ziemkiewicz opisuje polską politykę jako teatr, na którego scenie nikną sprawy naprawdę ważne, spory o kształt i przyszłość Rzeczypospolitej. Według Wiktora Świetlika z Kuriera Lubelskiego Ziemkiewicz podkreśla „blokadę” państwa (państwo stanęło i nie nadgania) w porównaniu do aktywności Polaków. Przyczyną tej blokady jest polska polityka i propagandowa walka między dwiema partiami.
Inne recenzje:
- M. CIEŚLIK: Dusza i wrzask. „Newsweek Polska” 2008 nr 26.
- J. DARSKI: Kalkulacje Rafała. „Gaz. Pol.” 2008 nr 34.
- D. PAWŁOWIEC: „Czas wrzeszczących staruszków”, czyli rzecz o prawdziwej polityce. „Polityka Nar.” 2008 nr 4.
- M. WOLSKI: Książka dla Jarosława. „Gaz. Pol.” 2008 nr 22.
- T. BOCHWITZ: Jeszcze wrzeszczą. „Arcana” 2009 nr 1.